# Himmerlandskød
Himmerlandskød A/S er en dansk kødproducent i Aalestrup i Himmerland. Historien begyndte med et mindre slagteri i Aalestrup for over 100 år siden. Tidligere var der fire virksomheder: Himmerlandskød, A/S Hjalmar Nielsen, Nordic Beef Hadsund og Kjellerup Eksportslagteri, som i 2018 blev samlet under Himmerlandskød A/S. I dag har de slagteri i Aalestrup og opskæring- og kødforædling i Farsø. I alt er der ca. 247 ansatte, og der slagtes årligt 140.000 kreaturer. Virksomheden er ejet af familien Rosbjerg Andersen.